# Elecciones presidenciales de Egipto de 1970
Las elecciones presidenciales de la República Árabe Unida (nombre oficial de Egipto entre 1958 y 1971) se llevaron a cabo el 15 de octubre de 1970 con el objetivo de reemplazar al recientemente fallecido presidente Gamal Abdel Nasser. El candidato presentado por el parlamento, dominado por la Unión Árabe Socialista, fue el hasta entonces vicepresidente Anwar el Sadat, único candidato en el referéndum de confirmación presidencial, que obtuvo el 89.8% de los votos, de una participación del 85% del electorado.

## Resultados
| Elección                           | Votos     | %    | Votos parlamentarios | %   |
| ---------------------------------- | --------- | ---- | -------------------- | --- |
| A favor                            | 6.432.587 | 89.8 | 360                  | 100 |
| En contra                          | 711.252   | 9.9  | -                    | -   |
| Votos en blanco/inválidos          | 13.814    | 0.2  | -                    | -   |
| Total                              | 7.157.653 | 100  | 360                  | 100 |
| Votantes registrados/participación | 8.420.768 | 85.0 | 360                  | 100 |
| Fuente: Nohlen et al.              |           |      |                      |     |